# Tardebigge
Tardebigge är en by i civil parish Tutnall and Cobley, i distriktet Bromsgrove, i grevskapet Worcestershire, i England. Byn är belägen 5 km från Alvechurch. Byn hade 872 invånare år 2021. Tardebigge var en civil parish fram till 1866. Civil parish hade 4 207 invånare år 1831. Byn nämndes i Domedagsboken (Domesday Book) år 1086, och kallades då Terde(s)berie.